# Peter Nielsen (Politiker, 1905)
Peter Simon Isak Nielsen (* 29. September 1905 in Qoornoq; † unbekannt) war ein grönländischer Dolmetscher, Übersetzer, Richter und Landesrat.

## Leben
Peter Nielsen war der Sohn von Adam Klaus Lukas Nielsen (1877–?) und Pernille (1880–?). Er studierte am Ilinniarfissuaq. Von 1927 bis 1950 war er Dolmetscher und Assistent des Gouverneurs von Nordgrönland in Qeqertarsuaq und später Dolmetscher des gesamtgrönländischen Gouverneurs. Er diente zudem als Dolmetscher für die dänische Königsfamilie, wenn diese zu Besuch in Grönland war. Von 1951 bis 1975 war er zudem als Kreisrichter in Nuuk tätig. Nach seiner Pensionierung ließ er sich in Dänemark nieder, schloss 1978 das Übersetzerexamen ab und arbeitete als Freelancer für das Grönlandsministerium.
1945 wurde er erstmals bis 1950 in den nordgrönländischen Landesrat gewählt. 1949 wurde er von Peter Dalager vertreten. Ende der 1940er Jahre war er Mitglied der Grønlandskommission, war aber lange krank und wurde gemeinsam mit dem ebenfalls erkrankten Søren Kaspersen von Nikolaj Rosing und Frederik Lennert vertreten. Von 1955 bis 1959 war er ein weiteres Mal Mitglied im nun gesamtgrönländischen Landesrat. Er war Mitglied der Inuit-partiet. Von 1969 bis 1970 vertrat er als Vertreter der Partei den zurückgetretenen Kaj Narup im Landesrat.
Er saß in zahlreichen Ausschüssen, Kommissionen und Aufsichtsräten, darunter im Grönlandausschuss des Rigsdags, dem Rechtschreibausschuss, dem Verwaltungsrat des KGH und der Parteiführung der Inuit-partiet. Gemeinsam mit Frederik Nielsen, Knud Hertling, Ulloriannguaq Kristiansen und Robert Petersen nahm er 1956 an einer Reise nach Kanada teil, um andere Inuitvölker zu besuchen.
Für seine Arbeit in der Grønlandskommission wurde er 1950 zum Ritter des Dannebrogordens ernannt. 1987 wurde er Ehrenmitglied der Atassut in Dänemark.